# Latimeria chalumnae
Cœlacanthe africain, Cœlacanthe de l'Ouest de l'océan Indien
Espèce
Synonymes
- Malania anjouanae Smith, 1953[1]

Répartition géographique
Statut de conservation UICN

 CR A2bcd : 
En danger critique
Statut CITES
Latimeria chalumnae, communément appelé Cœlacanthe [selakɑ̃t] africain ou Cœlacanthe de l'Ouest de l'océan Indien, est une espèce de poissons de la famille des Latimeriidae.
Son nom générique lui a été donné en hommage à la naturaliste Marjorie Courtenay-Latimer ; l'épithète spécifique rappelle les eaux dans lesquelles elle a été trouvée en 1938, celles de l'estuaire de la Chalumna River en Afrique du Sud. C'est l'exemple classique du « fossile vivant » car on pensait alors que cette espèce de poisson osseux à nageoires charnues était éteinte depuis plus de 65 millions d'années.
Ce poisson mesure de 1,50 à 1,80 m et pèse de 65 à 98 kg. Il est solitaire mais on peut le rencontrer en groupe dans les grottes sous-marines.
Exemple fameux de « taxon Lazare », cette espèce est aujourd'hui menacée à cause de la pêche entreprise à l'initiative de collectionneurs.
Outre dans l'archipel des Comores, l'espèce a été aussi trouvée dans la baie de Sodwana (Afrique du Sud), à 800 km au nord-est de sa première découverte.
Une espèce proche, le Cœlacanthe indonésien (Latimeria menadoensis), a été découverte en 1997 près de l'île de Manado Tua au large de Célèbes.